# NGC 154
NGC 154 là một thiên hà hình elip trong chòm sao Kình Ngư. Thiên hà được phát hiện bởi Frederick William Herschel vào ngày 27 tháng 11 năm 1785.